# Campionato del mondo di hockey su slittino 2008
Il 4º campionato mondiale di hockey su slittino si è svolto nel 2008. È stato un ritorno negli Stati Uniti: le gare si sono svolte a Marlborough, Massachusetts, tra il 29 marzo e il 5 aprile 2008.

## Partecipanti
Per la prima volta le squadre sono state divise in due gruppi di merito. Al primo gruppo hanno partecipato le squadre che hanno preso parte al torneo paralimpico di Torino 2006 (ad eccezione di Svezia e Gran Bretagna, non iscritte ai mondiali). Le altre squadre sono state invece inserite nel neonato gruppo B.
- Gruppo A:  Canada,  Germania,  Giappone,  Italia,  Norvegia e  Stati Uniti
- Gruppo B:  Rep. Ceca,  Corea del Sud,  Estonia e  Polonia

A partire da questa stagione i mondiali non avranno più cadenza quadriennale ma si terranno due volte in un quadriennio paralimpico, al secondo e terzo anno dallo svolgimento della paralimpiade.

## Formula
Le otto squadre si sono incontrate in un torneo all'italiana di sola andata, con 3 punti per la vittoria nei tempi regolamentari, 2 per la vittoria nei supplementari o ai rigori e 0 per la sconfitta sia nei tempi regolamentari che nei supplementari o ai rigori.
Al termine del girone si è tenuta la seconda fase: le prime due squadre in classifica si sono scontrate nella gara per la medaglia d'oro; le squadre classificate al 3º e 4º posto si sono sfidate nella gara per il bronzo; le ultime due classificate si sono sfidate nella gara per il 5º posto.
Visto l'allargamento a otto squadre dal 2009, non ci sono state retrocessioni in gruppo B.

## Classifica prima fase
| Pos. | Nazione     | Pt. |
| ---- | ----------- | --- |
| 1.   | Canada      | 15  |
| 2.   | Norvegia    | 12  |
| 3.   | Stati Uniti | 9   |
| 4.   | Giappone    | 6   |
| 5.   | Italia      | 2   |
| 6.   | Germania    | 0   |

## Seconda fase

### Gara per il 5º posto
Italia -  Germania 1-6

### Gara per il 3º posto
Stati Uniti -  Giappone 3-1

### Gara per il 1º posto
Canada -  Norvegia 3-2

## Classifica finale e roster
| Oro: | Argento: | Bronzo: | 4°: | 5° | 6° |
| Canada Bradley Bowden Billy Bridges A Adam Dixon Marc Dorion Raymond Grassi Jean Labonté C Hervé Lord A Shawn Matheson Graeme Murray Todd Nicholson Mark Noot Paul Rosen Benoît St-Amand Dany Verner Greg Westlake | Norvegia Audun Bakke Helge Bjørnstad Eskil Hagen Lloyd Remi Johansen Roger Johansen Knut André Nordstoga Rolf Einar Pedersen Tommy Rovelstad Kjell Vidar Røyne Stig Tore Svee Johan Siqveland Morten Værnes C | Stati Uniti Mike Blabac Steve Cash Taylor Chase Jim Connelly Brad Emmerson Mike Hallman Tim Jones Taylor Lipsett Chris Manns C Bruce Nelson Adam Page Alex Salamone Greg Shaw Nick Teodoro Bubba Torres | Giappone Mikio Annaka Takayuki Endo Shinobu Fukushima Naohiko Ishida Noritaka Ito Makoto Majima Eiji Misawa Mitsuru Nagase Toshiyuki Nakamura Satoru Sudo Kazuhiro Takahashi Daisuke Uehara Mamoru Yoshikawa | Germania Gerd Bleidorn Sebastiaan Disveld Thorsten Ellmer Sebastian Kessler Matthias Koch Marco Lahrs Robert Pabst Christian Pilz Rolf Rabe Frank Rennhack Udo Segreff Sven Stumpe Jorg Wedde Rolf-Dieter Wesler | Italia Bruno Balossetti Gianluca Cavaliere Andrea Chiarotti Giuseppe Condello Valerio Corvino Ivan Ghironzi Rupert Kanestrin Grégory Leperdi Florian Planker Gianluigi Rosa Santino Stillitano Werner Winkler |